# テルカ

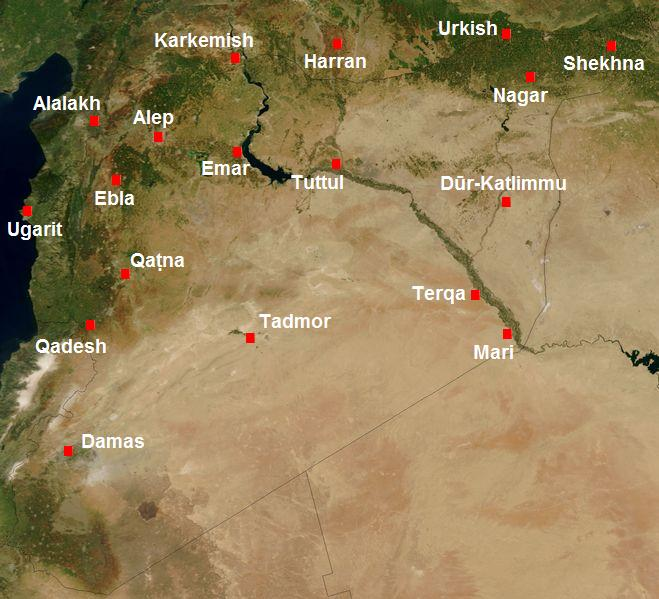
古代オリエントの地図

テルカ（Terqa、現在のテル・アシャラ Tell Ashara）は、ユーフラテス川中流の右岸にあった古代（青銅器時代中期、紀元前2千年紀）の都市国家。現在のシリア領内のアシャラ (Ashara) の町の地下にあり、古代遺跡マリからは北西へ約80キロメートル離れた上流にある。テルカは青銅器時代中期に栄えたハナ王国 (Khana) の主要都市で、当初は隣接するマリの大きな影響下にあったが、後にはカッシート人の中心となった。
テル・アシャラ遺跡はシリアで最初に楔形文字の書かれた粘土板が見つかった場所である。最初の発掘調査は、1923年にフランスの考古学調査隊が行い、その重要性が見出された。しかしテル・アシャラの本格的な発掘は1970年代以降である。1976年から1986年にかけてカリフォルニア大学ロサンゼルス校 (UCLA) の考古学者ジョルジオ・ブチェラッティ (Giorgio Buccellati) とマリリン・ケリー＝ブチェラッティ (Marilyn Kelly-Buccellati) の共同の指揮の下で発掘が行われた。20エーカーに及ぶ都市遺跡のうち、3分の1は現代の町であるアシャラの下にあったため発掘はできなかったが、住宅や役所、工房、市壁、健康の女神ニンカラクに捧げられた神殿などが発見されている。1987年からはルオー (O. Rouault) 率いるフランスの調査隊も発掘を行っている。この遺跡は、ほとんど史料のないカッシート王朝時代前期のメソポタミアの様子を伝える数少ない遺跡として重要である。

## 歴史

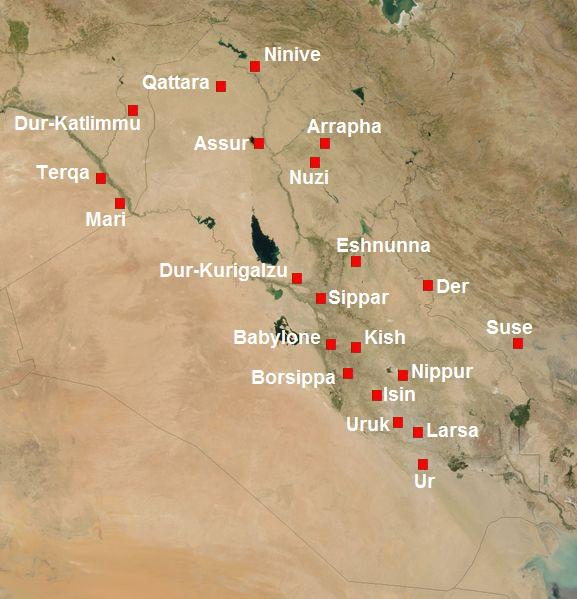
紀元前2千年紀のメソポタミア南部の地図

テルカでは紀元前3千年紀の居住跡も見つかっているが、周囲の荒野の遊牧民らが定住を始めたとみられる。テルカは隣接するマリの政治的影響下にあったが、マリやバビロンと並ぶ宗教的中心地であり、ユーフラテス中流域の神ダゴンに捧げられた当時の神殿も残っている。また周囲の遊牧民達の政治や交易の中心でもあった。マリで発見された大量の楔形文字文書の中には、テルカから送られた宗教や行政に関する文書もある。
紀元前1700年代半ばにバビロニアのハンムラビがマリを破壊するとテルカが取って代わり、紀元前1720年頃、カッシート人に征服されユーフラテス中流の主要都市国家となった。この時期に大きな建設事業がなされ、多くの楔形文字文書が書かれている。以後、青銅器時代の終わりまでテルカはユーフラテス中流の中心都市でありテルカを中心とするハナ王国の首都であった。紀元前1594年頃、ハナ王国の王（おそらくティプタズキ Tiptazki という人物）はヒッタイトのバビロン征服を助けている。バビロンが倒れた後、カッシートはバビロニアに中心を移し、後にバビロン第3王朝を築いた。青銅器時代から鉄器時代に移行する時期、メソポタミア全体が危機に陥ったが、その混乱の中でテルカも忘れ去られた。
紀元前9世紀頃、テルカはユーフラテス中流の地方中心都市として再び登場した。テルカは「シルク」(Sirqu) の名でアッシリア帝国の文書内に現れている。この時期のテルカについてはいくつかの墳墓や粘土板文書（不動産取引の契約などの文書）のみが様子を伝えている。
テルカの発掘結果は、人間と都市共同体とユーフラテス渓谷の周囲にあるステップ地帯の自然との関係に、新たな光を当てるものである。テルカの文書からは、社会や文化の構造や進化、その本来の性格、シュメールやバビロニアやアッシリアなどの巨大文明への抵抗と同化などをうかがうことができる。
また、焼けた厨房の床と見られる炭化した物体の中から、香料として使われたモルッカ諸島原産の植物・クローブが見つかっており、西アジアと東南アジアの間の交易（おそらくインドを介した交易）が既に始まっていたことを物語っている。

## テルカ（ハナ王国）歴代の王
Ilakabkabuhu紀元前1830年頃
Yadikh Ab紀元前1721年頃
Gandash紀元前1720年まで（カッシート人最初の王）
The Agum紀元前1700年頃
The Kashtiliash紀元前1675年まで
Kashtiliash II紀元前1660年まで
Abirattash紀元前1640年まで
Ur Zigurumash紀元前1625年まで
Kharbashikhu紀元前1610年まで
Tiptakzi紀元前1600年まで
Agum II紀元前1580年まで
紀元前1570年以後、カッシート人はバビロンに中心を移したと見られる。